# Sensor de imagen

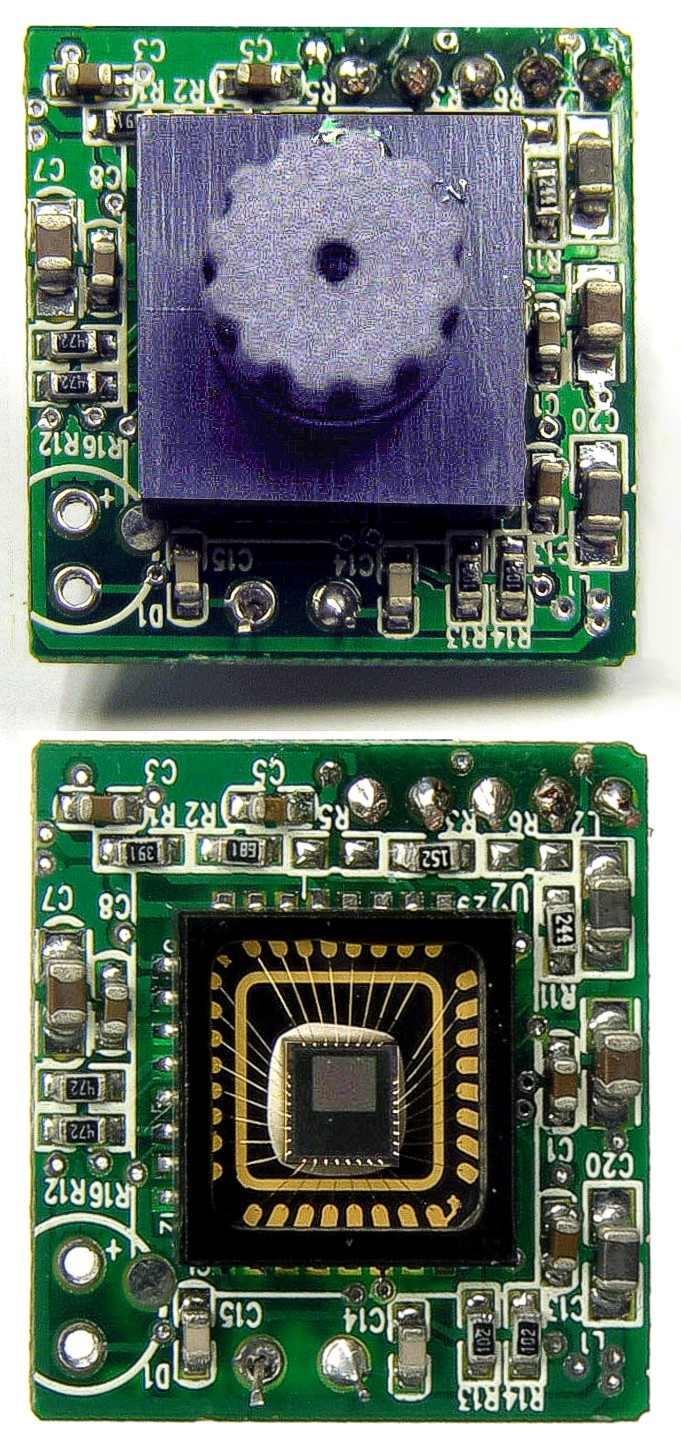
Una webcam USB desmantelada, con y sin el lente sobre el sensor de imagen (formato bayer).

El sensor de imagen es el elemento de una cámara electrónica, tanto de vídeo como de fotografía estática, que detecta y captura la información que compone la imagen. Esto se logra al convertir la atenuación de las ondas de luz (cuando estas atraviesan o son reflejadas por cuerpos) en señales eléctricas. Las ondas capturadas por el sensor pueden ser luz u otro tipo de radiación electromagnética. Se trata de un chip formado por millones de componentes sensibles a la luz (fotodiodos o fototransistores) que al ser expuestos capturan las ondas proyectadas de un objetivo, que compone la imagen. Los sensores de imagen son utilizados en diversos dispositivos, tales como cámaras digitales, equipos médicos y equipos de visión nocturna.

## Aplicación
El sensor es una matriz de elementos fotosensibles que funciona convirtiendo la luz que capta en señales eléctricas, que luego pueden ser convertidas, analizadas, almacenadas y representadas a posterioridad como un patrón, bien sea analógico (como una señal de barrido o escaneo) o digital (con el consiguiente muestreo y conversión numérica de los valores de luminosidad.
Finalmente, el archivo informático que almacena ese patrón puede ser representado en una pantalla (o impreso en papel fotográfico realizando ciertos procesos) de modo que nuestros ojos lo perciban como una imagen; una sucesión continua de imágenes pasando por la pantalla a alta velocidad es percibida por el ojo como un vídeo.

## Componentes
Cada uno de los elementos fotosensibles del sensor se denomina pixel o píxel, palabra proveniente del acrónimo inglés picture element. El número de píxeles del sensor se suele medir en millones de píxeles (o megapíxeles, Mpx). De forma general se puede decir que mayores números indican la posibilidad de imprimir (o visualizar) fotos a tamaños más grandes con pérdidas de calidad menores (mayor resolución de imagen).
Otro factor importante con respecto al sensor es el tamaño y forma del mismo. Un sensor grande que contenga un número relativamente pequeño de píxeles debería tener una gran área por píxel; y viceversa: un sensor pequeño con el mismo número de píxeles tendrá una reducida área por píxel. Los píxeles de mayor tamaño tienden a generar una mejor calidad de imagen y una mayor sensibilidad. 
La forma del sensor suele ser rectangular, utilizando principalmente los formatos 3/2 y 4/3. Dado que la forma natural de la visión del ser humano se acerca más al formato 3/2 que al 4/3 (típico de televisores y monitores de computadora antiguos), las grandes marcas, fabrican los sensores en el formato 3/2, cuya proporción es de 1,5.

## Tecnología
En cuanto a la tecnología de los sensores, las más extendidas actualmente son:
- Sensor CCD, era el más extendido tanto en fotografía como en video.
- Sensor SuperCCD, era una variación del sensor CCD, optimizado electrónica y ópticamente para obtener mejor sensibilidad.
- Sensor CMOS, es el más extendido comercialmente en la actualidad, gracias a su menor consumo de energía y su menor coste de fabricación.
- Foveon X3 a diferencia de los anteriores no realiza interpolación de los colores para la obtención de la imagen.

Además, junto a los cuatro tipos de sensores mencionados, algunas marcas han optado por aportar nuevas aproximaciones.
Este es el caso de Sony y su CCD RGBE. La modificación, en este caso, se produce en el filtro Bayer colocado delante del sensor. En lugar de apostar por la clásica combinación de filtros rojos, verdes y azules -con predominancia de los verdes por ser el ojo humano más sensible a este color-, los ingenieros de la compañía han ajustado más este parámetro y han llegado a la conclusión de que nuestra vista percibe un tipo concreto de verde: el esmeralda. Así, este filtro Bayer modificado contiene una mitad de píxeles verdes filtrados específicamente para el verde esmeralda.
Otra variación sería el chip sensor de Kodak que sustituye los patrones básicos rojo, verde y azul por cian, magenta y amarillo. En efecto, mientras otros sensores toman una imagen 'positiva' estos graban negativos digitales utilizando colores secundarios en lugar de primarios (aunque luego los datos son convertidos a RGB para mantener la compatibilidad con el resto del mercado). La ventaja de usar estas componentes secundarias es que esos colores contienen mayores factores de transmisión que los colores primarios complementarios lo cual redunda en una mayor sensibilidad en ciertas circunstancias (no en todas).